# خط طول 62° شرق
خط طول 62° شرق هو أحد خطوط الطول الجغرافية، والتي تمتد من القطب الشمالي الجغرافي إلى القطب الجنوبي الجغرافي، وحسب التحويل الزمني يتقدم خط طول 62° شرق عن خط غرينتش بـ4 ساعات و8 دقائق.

## من القطب إلى القطب
ينطلق خط طول 62° شرق من القطب الشمالي نحو القطب الجنوبي مرورا بالمناطق التي ترد في الجدول التالي:
| الإحداثيات                         | البلد أو الإقليم أو البحر | ملاحظات                                                                                              |
| ---------------------------------- | ------------------------- | --- |
| 90°0′N 62°0′E / 90.000°N 62.000°E  | المحيط المتجمد الشمالي    | |
| 81°38′N 62°0′E / 81.633°N 62.000°E | روسيا                     | Adelaide Island و Frieden Island, أرخبيل فرنسوا جوزيف                                                |
| 81°31′N 62°0′E / 81.517°N 62.000°E | المحيط المتجمد الشمالي    | |
| 80°51′N 62°0′E / 80.850°N 62.000°E | روسيا                     | جزيرة ويلكزك, أرخبيل فرنسوا جوزيف                                                                    |
| 80°34′N 62°0′E / 80.567°N 62.000°E | بحر بارنتس                | |
| 76°16′N 62°0′E / 76.267°N 62.000°E | روسيا                     | جزيرة سيفيرني, نوفايا زيمليا                                                                         |
| 75°26′N 62°0′E / 75.433°N 62.000°E | بحر كارا                  | |
| 69°45′N 62°0′E / 69.750°N 62.000°E | روسيا                     | |
| 53°57′N 62°0′E / 53.950°N 62.000°E | كازاخستان                 | |
| 53°8′N 62°0′E / 53.133°N 62.000°E  | روسيا                     | |
| 52°57′N 62°0′E / 52.950°N 62.000°E | كازاخستان                 | |
| 43°30′N 62°0′E / 43.500°N 62.000°E | أوزبكستان                 | |
| 40°53′N 62°0′E / 40.883°N 62.000°E | تركمانستان                | |
| 35°27′N 62°0′E / 35.450°N 62.000°E | أفغانستان                 | |
| 29°31′N 62°0′E / 29.517°N 62.000°E | باكستان                   | بلوشستان (باكستان)                                                                                   |
| 28°32′N 62°0′E / 28.533°N 62.000°E | إيران                     | |
| 26°17′N 62°0′E / 26.283°N 62.000°E | باكستان                   | Balochistan                                                                                          |
| 25°6′N 62°0′E / 25.100°N 62.000°E  | المحيط الهندي             | |
| 60°0′S 62°0′E / 60.000°S 62.000°E  | المحيط الجنوبي            | |
| 67°32′S 62°0′E / 67.533°S 62.000°E | القارة القطبية الجنوبية   | الإقليم الأسترالي في القارة القطبية الجنوبية, المطالب الإقليمية بالقارة القطبية الجنوبية by أستراليا |